# Karol Egon IV Fürstenberg
Karol Egon IV Maria Fryderyk Emil Kacper Henryk Wilhelm Kamil Maksymilian Ludwik Wiktor Fürstenberg (ur. 25 sierpnia 1852 w Kruschowitz; zm. 27 listopada 1896 w Nicei) – książę niemiecki, urzędnik pruski, w latach 1892–1896 głowa rodu rodziny Fürstenberg. 

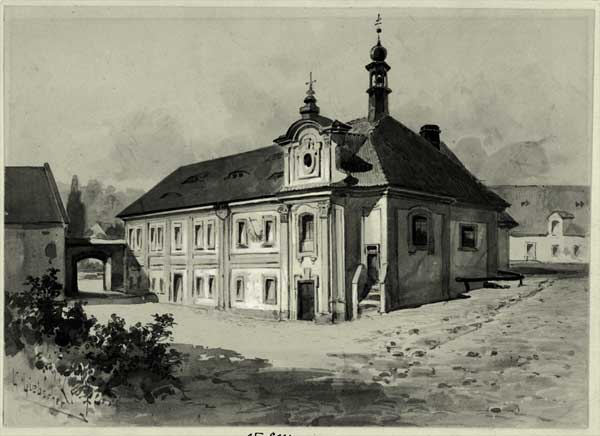
Zamek Krušovice w 1890 r., miejsce narodzin Karola Egona IV

## Życiorys
Karl Egon IV. książę Fürstenberg, jedyny syn poprzednika, urodził się 25 sierpnia 1852 roku na zamku w Kruschowitz, w jednej z czeskich posiadłości Fürstenbergów. Pierwszych lekcji udzielał mu pochodzący z Genewy radca dworu. Od 1867 roku dalszym przebiegiem kształcenia młodego następcy tronu kierował profesor Heim. On też towarzyszył księciu w wielkiej podróży najpierw przez Włochy, południową Francję i Szwajcarię, którą rozpoczęto w roku 1868. Aż do momentu wstąpienia Heima na służbę państwową w Badenii w roku 1872, towarzyszył także swemu wychowankowi w dalszej podróży do Szwajcarii, Czech i Śląska, do Berlina, Ostendy i Londynu. 
Od 1872 do 1874 następca tronu słuchał wykładów na wydziale prawa i filozofii na uniwersytecie w Heidelbergu a następnie kontynuował studia na uniwersytecie w Strasburgu, skąd często udawał się na wycieczki do Part i Nicei. W grudniu 1876 wstąpił w stopniu podporucznika 5 doborowego regimentu huzarów w Poczdamie do królewskiej armii pruskiej i po zdaniu w czerwcu 1877 roku egzaminu oficerskiego, otrzymał nominację na oficera. Od listopada 1881 do września 1884 był adiutantem 28 brygady kawalerii w Karlsruhe. W roku 1884 został przeniesiony w stopniu porucznika do 2 doborowego regimentu dragonów do Berlina, a w roku 1886 mianowany instruktorem jeździectwa. W marcu 1888 towarzyszył księciu von Hatzfeldt-Trachenberg w czasie jego podróży do Rzymu, której celem było powiadomienie papieża Leona XIII o wstąpieniu na tron cesarza Fryderyka III. Po śmierci ojca zostaje w dniu 15 marca 1892 obwołany księciem zu Fürstenberg. Już w roku 1890 wystąpił z aktywnej służby wojskowej. 
W roku 1893 cesarz Wilhelm II, z którym był bardzo zaprzyjaźniony, mianował go generałem, następnie w roku 1896 marszałkiem. Od 6 lipca 1881 był w związku małżeńskim z hrabiną Dorothea von Talleyrand-Pörigord, córką księcia Ludwiga von Sagan, związek pozostał bezdzietny. Ponieważ po śmierci ojca został właścicielem dóbr ziemskich w Szwabii, wszedł w skład pruskiej Izby Panów (Herrenhaus), wirttemberskiej Izby Panów, oraz izby pierwszej parlamentu Badenii. W dniu 10 listopada 1893 książę Karl Egon został wybrany znaczną większością głosów w II okręgu wyborczym Badenii posłem do Niemieckiego Reichstagu. Już wtedy poważnie chorował, nie mogąc jednak znaleźć czasu na odpoczynek, zmarł 27 listopada w Nicei, gdzie przebywał na kuracji. Został pochowany 4 grudnia w grobowcu rodzinnym w Neidingen koło Donaueschingen. 
Śmierć księcia Karla Egona uniemożliwiła realizację niektórych jego pięknych planów. 
Nakazał przebudowę oraz upiększenie pałacu w Donaueschingen i zamierzał w jego pomieszczeniach, wspierany przez swą mającą zmysł artystyczny żonę, prowadzić aktywne życie artystyczne i naukowe. Jako mecenas znany był ze swych licznych zamówień u malarzy i rzeźbiarzy. Dokonania jego ojca i jego dziadka, które z Donauenschingen uczyniły siedzibę jednej z bardziej znanych bibliotek oraz zbiorów monet, również i u niego znajdowały poparcie w postaci szczodrego wspierania. 
Nakazał kontynuację publikacji w oparciu o źródła swego godnego podziwu archiwum. 
Wielokrotnie dawał dowody swej narodowej przynależności. Był gorącym zwolennikiem cesarza Wilhelma I oraz księcia Bismarcka. Swym licznym kontaktom osobistym książę Karl Egon zawdzięczał uzyskanie w Reichstagu bardzo wpływowej pozycji, pomimo że nie należał do żadnej frakcji, nie wygłosił żadnej mowy. Jego zwyczajem było punktualne pojawianie się na posiedzeniach, nawet gdy był bardzo chory. Wykazał wiele poświęcenia celem zachowania na rynku prasowym zasłużonej monachijskiej gazety „Allgemeine Zeitung“, czołowego głosiciela narodowych i umiarkowanie liberalnych poglądów południowej części Niemiec.
Poprzez dostrzeganie zależności pomiędzy rolnictwem i przemysłem, udało mu się prowadzić efektywną gospodarkę w swych rozległych posiadłościach, przy czym brał pod uwagę dobro robotników, wykazywał też zaangażowanie w kwestii wspierania biednych. Był protektorem hodowli koni oraz sportu, wyrażając swe poparcie poprzez osobisty udział oraz ofiarowanie znacznych kwot, jak też okazywanie żywego zainteresowania. Wyścigi międzynarodowe na torze Isfezheimer Felde znalazły w jego osobie, wiceprezesa Unionclbs, wpływowego i wspaniałego patrona. Przedwczesna śmierć księcia była dla wielu ogromną stratą.

## Literatura
- Friedrich von Weech, Fürstenberg, Karl Egon IV. Fürst zu. In: Allgemeine Deutsche Biographie (ADB). Band 49, Duncker & Humblot, Leipzig 1904, s. 216 f.
- Frank Raberg, Biographisches Handbuch der württembergischen Landtagsabgeordneten 1815–1933. Im Auftrag der Kommission für geschichtliche Landeskunde in Baden-Württemberg. Kohlhammer, Stuttgart 2001, ISBN 3-17-016604-2, s. 231.